# Diecezja Apartadó
Diecezja Apartadó (łac. Dioecesis Apartadoënsis, hisz. Diócesis de Apartadó) – rzymskokatolicka diecezja ze stolicą w Apartadó, w Kolumbii. Biskupi Apartadó są sufraganami arcybiskupów Santa Fe de Antioquia.
W 2006 na terenie diecezji pracowało 14 zakonników i 94 sióstr zakonnych.

## Historia
18 czerwca 1988 papież Jan Paweł II bullą Quo aptius erygował diecezję Apartadó. Dotychczas wierni z tych terenów należeli do diecezji Antioquia (obecnie archidiecezja Santa Fe de Antioquia).

## Główne świątynie
- Katedra: Katedra Matki Bożej z Góry Karmel w Apartadó

## Biskupi Apartadó
- Isaías Duarte Cancino (1988 - 1995) następnie mianowany arcybiskupem Cali
- Tulio Duque Gutiérrez SDS (1997 - 2001) następnie mianowany biskupem Pereiry
  - ks. Héctor Salah Zuleta (2001 - 2002) administrator apostolski
- Germán Garcia Isaza CM (2002 - 2006)
- Luis Adriano Piedrahíta Sandoval (2007 - 2014)
- Hugo Alberto Torres Marín (2015-2023)
- Carlos Alberto Correa Martínez (od 2024)

Mapa diecezji